# Nationalstraße 1 (Japan)
Die Nationalstraße 1 (jap. 国道1号, Kokudō 1-gō) ist eine wichtige Ost-West-Straße in Japan und durchquert die japanischen Hauptinsel Honshū von Chūō im Zentrum Tokios bis ins Zentrum von Osaka und trifft hier auf die Nationalstraße 2. Ihr Verlauf folgt dabei im Wesentlichen dem der alten Tōkaidō. Sie wurde 1952 festgelegt. Ihr Beginn und damit auch Nullpunkt ihrer Kilometrierung ist auf der Brücke Nihonbashi. Dort beginnt auch die Nationalstraße 4, welche die Brücke in die andere Richtung verlässt.

## Verlauf
- Präfektur Tokio
  - Chūō – Chiyoda – Minato – Shinagawa – Ōta
- Präfektur Kanagawa
  - Kawasaki – Yokohama – Fujisawa – Chigasaki – Hiratsuka – Ōiso – Ninomiya – Odawara – Hakone
- Präfektur Shizuoka
  - Mishima – Numazu – Fuji – Shizuoka – Yaizu – Fujieda – Shimada – Kakegawa – Fukuroi – Iwata – Hamamatsu – Kosai
- Präfektur Aichi
  - Toyohashi – Toyokawa – Okazaki – Kariya – Anjō – Nagoya – Yatomi
- Präfektur Mie
  - Kuwana – Yokkaichi – Tsu – Suzuka – Kameyama
- Präfektur Shiga
  - Kōka – Rittō – Kusatsu – Ōtsu
- Präfektur Kyōto
  - Kyōto
- Präfektur Osaka
  - Osaka